# Грб општине Врњачка Бања
Грб Општине Врњачка Бања је у употреби од 2002. године и користи се у три нивоа, као Основни, Средњи и Велики грб.
Блазон Основног грба гласи: На злату из стопе штита израстајући лик Богородице са Христом као живоносним источником, оба лика природно обојена, Богородица одевена у плаву хаљину и заогрнута црвеним огртачем, уздигнутих руку, са златним ореолом, а младенац Христос одевен у златну тунику, огрнут преко левог рамена и обавијен око струка плавим огртачем, са златним ореолом у који је уписан крст исписан грчким текстом О Ω Н. Христос је приказан како израста из златне посуде из које избија пет млазева природне воде. Глава штита је плава и раздељена од поља штита резом који емулира фасадни венац Дворца Белимарковића са три куле, бочне са по четири мерлона заобљених горњих страница, а средња нешто шира, са пет истих таквих мерлона од којих је средишњи шири и виши од осталих.
Блазон Средњег грба гласи: Основни грб надвишен златном бедемском круном без мерлона. Штит је окружен природним венцем липе и букве. Испод свега исписан је назив места и општине.
Блазон Великог грба гласи: Основни грб надвишен златном бедемском круном без мерлона. Чувари грба су два природна анђела у лету одевена у беле хаљине украшене златом, са истим таквим орарима и појасима и са ореолима. Иза штита постављена су два црвена копља окована златом, а са сваког се у поље вије златним ресама оперважени стег, и то десно стег Србије, а лево стег Титулара. Постамент је густим зеленим растињем обрастао планински мотив Гоча. У дну је сребрна трака исписана златним словима ВРЊАЧКА БАЊА.